# فهرست تلفن‌های همراه اچ‌تی‌سی
می‌توانید فهرستی از گوشی‌های شرکت سازندهٔ تلفن همراه اچ‌تی‌سی را به تفکیک سری‌های مختلف مشاهده کنید.

## سری A (تلفن‌های هوشمنداندرویدی)
| مدل                | تاریخ انتشار | سیستم‌عامل                      | پردازنده                | حافظه RAM   | حافظه داخلی                           | نمایشگر                                 | وزن     | باتری         | دوربین                   | تصویر |
| ------------------ | ------------ | ------------------------------ | ----------------------- | ----------- | ------------------------------------- | --------------------------------------- | ------- | ------------- | ------------------------ | ----- |
| HTC Dream          | ۲۰۰۸-۱۰      | اندروید ۱٬۵                    | ۵۲۸ مگاهرتز             | ۱۹۲ مگابایت | ---                                   | LCD ۳٬۲ اینچ، ۳۲۰×۴۸۰ پیکسل             | ۱۵۸ گرم | ۱۱۵۰ میلی‌آمپر | ۳ مگاپیکسل               |       |
| HTC Hero           | ۲۰۰۹-۰۷      | اندروید ۱٬۵ (قابل‌ارتقا به ۲٬۱) | ۵۲۸ مگاهرتز             | ۲۸۸ مگابایت | ---                                   | LCD ۳٬۲ اینچ، ۳۲۰×۴۸۰ پیکسل             | ۱۳۵ گرم | ۱۳۵۰ میلی‌آمپر | ۵ مگاپیکسل               |       |
| HTC Incredible     | ۲۰۱۰-۰۴      | اندروید ۲٬۱                    | ۱ گیگاهرتز              | ۵۱۲ مگابایت | ۸ گیگابایت                            | AMOLED ۳٬۷ اینچ، ۴۸۰×۸۰۰ پیکسل          | ۱۳۰ گرم | ۱۳۰۰ میلی‌آمپر | ۸ مگاپیکسل               |       |
| HTC Desire         | ۲۰۱۰-۰۴      | اندروید ۲٬۱ (قابل‌ارتقا به ۲٬۲) | ۱ گیگاهرتز              | ۵۷۶ مگابایت | ۱ گیگابایت                            | AMOLED ۳٬۷ اینچ، ۴۸۰×۸۰۰ پیکسل          | ۱۳۵ گرم | ۱۴۰۰ میلی‌آمپر | ۵ مگاپیکسل               |       |
| HTC Wildfire       | ۰۶-۲۰۱۰      | اندروید ۲٬۱                    | ۵۲۸ مگاهرتز             | ۳۸۴ مگابایت | ۵۱۲ مگابایت                           | LCD ۳٬۲ اینچ، ۲۴۰×۳۲۰ پیکسل             | ۱۱۸ گرم | ۱۳۰۰ میلی‌آمپر | ۵ مگاپیکسل               |       |
| HTC Aria           | ۲۰۱۰-۰۶      | اندروید ۲٬۱                    | ۶۰۰ مگاهرتز             | ۳۸۴ مگابایت | ---                                   | LCD ۳٬۲ اینچ، ۳۲۰×۴۸۰ پیکسل             |         |               | ۵ مگاپیکسل               |       |
| HTC Desire HD      | ۲۰۱۰-۰۹      | اندروید ۲٬۲                    | ۱ گیگاهرتز              | ۷۶۸ مگابایت | ۱٬۵ گیگابایت                          | LCD ۴٬۳ اینچ، ۴۸۰×۸۰۰ پیکسل             | ۱۶۴ گرم | ۱۲۳۰ میلی‌آمپر | ۸ مگاپیکسل               |       |
| HTC Desire Z       | ۲۰۱۰-۰۹      | اندروید ۲٬۲                    | ۸۰۰ مگاهرتز             | ۵۱۲ مگابایت | ---                                   | LCD ۳٬۷ اینچ، ۴۸۰×۸۰۰ پیکسل             |         |               | ۵ مگاپیکسل               |       |
| HTC Wildfire S     | ۲۰۱۱-۰۲      | اندروید ۲٬۳                    | ۶۰۰ مگاهرتز             | ۵۱۲ مگابایت | ۱۲۸ مگابایت                           | LCD ۳٬۲ اینچ، ۳۲۰×۴۸۰ پیکسل             |         |               | ۵ مگاپیکسل               |       |
| HTC Desire S       | ۲۰۱۱-۰۴      | اندروید ۲٬۳                    | ۱ گیگاهرتز              | ۷۶۸ مگابایت | ---                                   | Super LCD ۳٬۷ اینچ، ۴۸۰×۸۰۰ پیکسل       |         |               | ۵ مگاپیکسل               |       |
| HTC Incredible S   | ۲۰۱۱-۰۴      | اندروید ۲٬۲ قابل‌ارتقا به ۲٬۳   | ۱ گیگاهرتز              | ۷۶۸ مگابایت | ---                                   | Super LCD ۴ اینچ، ۴۸۰×۸۰۰ پیکسل         |         |               | ۸ مگاپیکسل               |       |
| HTC Sensation      | ۲۰۱۱-۰۵      | اندروید ۲٬۳ (قابل‌ارتقا به ۴٬۰) | ۱٬۲ گیگاهرتز دوهسته‌ای   | ۷۶۸ مگابایت | ۱ گیگابایت                            | Super LCD ۴٬۳ اینچ، ۵۴۰×۹۶۰ پیکسل       |         |               | ۸ مگاپیکسل               |       |
| HTC Evo 3D         | ۲۰۱۱-۰۷      | اندروید ۲٬۳ (قابل‌ارتقا به ۴٬۰) | ۱٬۲ گیگاهرتز دوهسته‌ای   | ۱ گیگابایت  | ۱ گیگابایت                            | 3D LCD ۴٬۳ اینچ، ۵۴۰×۹۶۰ پیکسل          |         |               | ۵ مگاپیکسل               |       |
| HTC Sensation XL   | ۲۰۱۱-۱۱      | اندروید ۲٬۳ (قابل‌ارقا به ۴٬۰)  | ۱٬۵ گیگاهرتز            | ۷۶۸ مگابایت | ۱۶ گیگابایت                           | Super LCD ۴٬۷ اینچ، ۴۸۰×۸۰۰ پیکسل       |         |               | ۸ مگاپیکسل               |       |
| HTC Sensation XE   | ۲۰۱۱-۱۱      | اندروید ۲٬۳ (قابل‌ارتقا به ۴٬۰) | ۱٬۵ گیگاهرتز دوهسته‌ای   | ۷۶۸ مگابایت | ۴ گیگابایت                            | Super LCD ۴٬۳ اینچ، ۵۴۰×۹۶۰ پیکسل       |         |               | ۸ مگاپیکسل               |       |
| HTC One V          | ۲۰۱۲-۰۴      | اندروید ۴٬۰                    | ۱ گیگاهرتز              | ۵۱۲ مگابایت | ۴ گیگابایت (۱ گیگابایت قابل‌استفاده)   | LCD ۳٬۷ اینچ، ۴۸۰×۸۰۰ پیکسل             |         |               | ۵ مگاپیکسل               |       |
| HTC One S          | ۲۰۱۲-۰۴      | اندروید ۴٬۰                    | ۱٬۵ گیگاهرتز دوهسته‌ای   | ۱ گیگابایت  | ۱۶ گیگابایت                           | Super AMOLED ۴٬۳ اینچ، ۵۴۰×۹۶۰ پیکسل    |         | ۱۶۵۰ میلی‌آمپر | ۸ مگاپیکسل               |       |
| HTC One X          | ۲۰۱۲-۰۴      | اندروید ۴٬۰ (قابل‌ارتقا به ۴٬۱) | ۱٬۵ گیگاهرتز چهارهسته‌ای | ۱ گیگابایت  | ۳۲ گیگابایت (۲۶ گیگابایت قابل‌استفاده) | Super IPS LCD2 ۴٬۷ اینچ، ۷۲۰×۱۲۸۰ پیکسل |         | ۱۸۰۰ میلی‌آمپر | ۸ مگاپیکسل               |       |
| HTC One X Plus     | ۲۰۱۲-۱۰      | اندروید ۴٬۱                    | ۱٬۷ گیگاهرتز چهارهسته‌ای | ۱ گیگابایت  | ۳۲ یا ۶۴ گیگابایت                     | Super IPS LCD2 ۴٬۷ اینچ، ۷۲۰×۱۲۸۰ پیکسل |         | ۲۱۰۰ میلی‌آمپر | ۸ مگاپیکسل               |       |
| HTC Butterfly      | ۲۰۱۲-۱۲      | اندروید ۴٬۱ (قابل‌ارتقا به ۴٬۲) | ۱٬۵ گیگاهرتز چهارهسته‌ای | ۲ گیگابایت  | ۱۶ گیگابایت (۱۲ گیگابایت قابل‌استفاده) | Super LCD3 ۵ اینچ، ۱۰۸۰×۱۹۲۰ پیکسل      | ۱۴۰ گرم | ۲۰۲۰ میلی‌آمپر | ۸ مگاپیکسل               |       |
| HTC One (مدل ۲۰۱۳) | ۲۰۱۳-۰۴      | اندروید ۴٬۱ (قابل‌ارتقا به ۴٬۲) | ۱٬۷ گیگاهرتز چهارهسته‌ای | ۲ گیگابایت  | ۳۲ یا ۶۴ گیگابایت                     | Super LCD3 ۴٫۷ اینچ، ۱۰۸۰×۱۹۲۰ پیکسل    | ۱۴۳ گرم | ۲۳۰۰ میلی‌آمپر | ۴ مگاپیکسل «اولتراپیکسل» |       |
| HTC One Mini       | ۰۶-۲۰۱۳      | اندروید ۴٬۲                    | ۱٬۴ گیگاهرتز دوهسته‌ای   | ۱ گیگابایت  | ۱۶ گیگابایت                           | Super LCD2 ۴٫۳ اینچ، ۷۲۰×۱۲۸۰ پیکسل     | ۱۲۲ گرم | ۱۸۰۰ میلی‌آمپر | ۴ مگاپیکسل «اولتراپیکسل» |       |
| HTC Butterfly S    | ۰۷-۲۰۱۳      | اندروید ۴٬۲                    | ۱٬۹ گیگاهرتز چهارهسته‌ای | ۲ گیگابایت  | ۱۶ گیگابایت                           | Super LCD3 ۵ اینچ، ۱۰۸۰×۱۹۲۰ پیکسل      | ۱۶۰ گرم | ۳۲۰۰ میلی‌آمپر | ۴ مگاپیکسل «اولتراپیکسل» |       |
| HTC Desire 200     | ۰۷-۲۰۱۳      | اندروید ۴٫۰                    | ۱ گیگاهرتز              | ۵۱۲ مگابایت | ۴ گیگابایت                            | ۳٫۵ اینچ، ۳۲۰×۴۸۰ پیکسل                 | ۱۰۰ گرم | ۱۲۳۰ میلی‌آمپر | ۵ مگاپیکسل               |       |
| HTC Desire 300     | ۱۰-۲۰۱۳      | اندروید ۴٫۲                    | ۱ گیگاهرتز دوهسته‌ای     | ۵۱۲ مگابایت | ۴ گیگابایت                            | ۴٫۳ اینچ، ۴۸۰×۸۰۰ پیکسل                 | ۱۲۰ گرم | ۱۶۵۰ میلی‌آمپر | ۵ مگاپیکسل               |       |
| HTC Desire 500     | ۰۹-۲۰۱۳      | اندروید ۴٫۲                    | ۱٫۲ گیگاهرتز چهارهسته‌ای | ۱ گیگابایت  | ۴ گیگابایت                            | ۴٫۳ اینچ، ۴۸۰×۸۰۰ پیکسل                 | ۱۲۳ گرم | ۱۸۰۰ میلی‌آمپر | ۸ مگاپیکسل               |       |
| HTC Desire 600     | ۰۶-۲۰۱۳      | اندروید ۴٬۱ (قابل‌ارتقا به ۴٬۲) | ۱٫۲ گیگاهرتز چهارهسته‌ای | ۱ گیگابایت  | ۸ گیگابایت                            | ۴٫۵ اینچ، ۵۴۰×۹۶۰ پیکسل                 | ۱۳۰ گرم | ۱۸۶۰ میلی‌آمپر | ۸ مگاپیکسل               |       |
| HTC One Max        | ۱۱-۲۰۱۳      | اندروید ۴٫4                    | ۱٫۷ گیگاهرتز چهارهسته‌ای | ۲ گیگابایت  | 16 تا ۶۴ گیگابایت                     | snap dragon 600 adreno 320              | 320گرم  |               | ۴ مگاپیکسل «اولتراپیکسل» |       |
| One M8             | ۰۳-۲۰۱۴      | اندروید ۴٫۴                    | ۲٫۳ گیگاهرتز چهارهسته‌ای | ۲ گیگابایت  | ۱۶ گیگابایت                           |                                         |         |               | ۴ مگاپیکسل «اولتراپیکسل» |       |

## سری ۷ (تلفن‌های هوشمندویندوز فونی)
| مدل          | تاریخ انتشار | سیستم‌عامل            | پردازنده     | حافظه RAM   | حافظه داخلی      | نمایشگر            | وزن | باتری | دوربین     | تصویر |
| ------------ | ------------ | -------------------- | ------------ | ----------- | ---------------- | ------------------ | --- | ----- | ---------- | ----- |
| HTC Mozart   | ۲۰۱۰-۰۹      | ویندوز فون ۷         | ۱ گیگاهرتز   | ۵۷۶ مگابایت | ۸ گیگابایت       | Super LCD ۳٬۷ اینچ |     |       | ۸ مگاپیکسل |       |
| HTC HD7      | ۲۰۱۰-۰۹      | ویندوز فون ۷         | ۱ گیگاهرتز   | ۵۷۶ مگابایت | ۸ یا ۱۶ گیگابایت | Super LCD ۴٬۳ اینچ |     |       | ۵ مگاپیکسل |       |
| HTC 7 Trophy | ۲۰۱۰-۰۹      | ویندوز فون ۷         | ۱ گیگاهرتز   | ۵۷۶ مگابایت | ۸ گیگابایت       | Super LCD ۳٬۸ اینچ |     |       | ۵ مگاپیکسل |       |
| HTC 7 Pro    | ۲۰۱۱-۰۱      | ویندوز فون ۷         | ۱ گیگاهرتز   | ۵۷۶ مگابایت | ۸ گیگابایت       | Super LCD ۳٬۶ اینچ |     |       | ۵ مگاپیکسل |       |
| HTC Titan    | ۲۰۱۱-۰۹      | ویندوز فون ۷٬۵ Mango | ۱٬۵ گیگاهرتز | ۵۷۶ مگابایت | ۱۶ گیگابایت      | Super LCD ۴٬۷ اینچ |     |       | ۸ مگاپیکسل |       |

## سری ۸ (تلفن‌های هوشمندویندوز فونی)
| مدل    | تاریخ انتشار | سیستم‌عامل    | پردازنده              | حافظه RAM   | حافظه داخلی | نمایشگر                                 | وزن     | باتری         | دوربین     | تصویر |
| ------ | ------------ | ------------ | --------------------- | ----------- | ----------- | --------------------------------------- | ------- | ------------- | ---------- | ----- |
| HTC 8S | ۲۰۱۲-۱۰      | ویندوز فون ۸ | ۱ گیگاهرتز دوهسته‌ای   | ۵۱۲ مگابایت | ۸ گیگابایت  | Super LCD ۴ اینچ، ۴۸۰×۸۰۰ پیکسل         | ۱۱۳ گرم | ۱۷۰۰ میلی‌آمپر | ۵ مگاپیکسل |       |
| HTC 8X | ۲۰۱۲-۱۰      | ویندوز فون ۸ | ۱٬۵ گیگاهرتز دوهسته‌ای | ۱ گیگابایت  | ۱۶ گیگابایت | Super IPS LCD2 ۴٬۳ اینچ، ۷۲۰×۱۲۸۰ پیکسل | ۱۳۰ گرم | ۱۸۰۰ میلی‌آمپر | ۸ مگاپیکسل |       |